# 河口站 (大连市)
河口站是大连地铁1号线与12号线的地铁车站，是一个换乘站，位于中华人民共和国辽宁省大连市甘井子区凌水街道黄浦路与揽涛街交叉口西侧地下，于2017年6月7日开通。本站为1号线南端终点站，也为12号线东端终点站，同时本站是大连地铁首个启用后即为换乘站的车站。

## 车站结构
河口站沿黄浦路设置，为地下二层双岛式站台车站，车站全长268米，标准段宽为40.5米，车站地下一层为站厅层，地下二层为站台层，其中1号线往下客与12号线往旅顺新港站方向使用北侧岛式站台，1号线往姚家站方向与12号线下客使用南侧岛式站台，两线构成双向同向同台换乘，站台均设置有全高站台门。两线在车站东侧设有两条连络线，1号线在车站西侧设有交叉渡线供列车折返，并设有两条出入段线接入蔡大岭停车场。12号线在车站东侧设有交叉渡线与存车线，供车辆折返使用。
| 地面                           | 出入口 | A、B、C出入口 |
| 地下一层                       | 站厅   | 客服中心、自动售票机、验票机 |
| 地下二层                       | 站台层 | \| \| \| █ 1号线落客 \| \| 島式 · ↑開左邊车门 ↓開右邊车门 \| \| \| \| \| \| █ 12号线往旅顺新港（蔡大岭） \| \| \| \| █ 12号线落客 \| \| 島式 · ↑開右邊车门 ↓開左邊车门 \| \| \| \| \| \| █ 1号线往姚家（七贤岭） \| |
|                                |        | █ 1号线落客 |
| 島式 · ↑開左邊车门 ↓開右邊车门 |        | |
|                                |        | █ 12号线往旅顺新港（蔡大岭） |
|                                |        | █ 12号线落客 |
| 島式 · ↑開右邊车门 ↓開左邊车门 |        | |
|                                |        | █ 1号线往姚家（七贤岭） |

## 车站出口
河口站共设3个出口，各出口及周围设施如下所示：
| 出口编号            | 照片 | 出口指示 | 建议前往的目的地                               |
| ------------------- | ---- | -------- | ---------------------------------------------- |
| A · 出口            |      | 黄浦路   | 大连软件园32号楼河口园区                       |
| B · 出口 · （设有） |      | 黄浦路   | 大连软件园河口园区                             |
| C · 出口            |      | 黄浦路   | 大连腾飞软件园，大连高新技术产业园区管理委员会 |
| 图例： 设有         |      |          |                                                |

## 接驳交通

### 有轨电车
- 大连有轨电车202路河口站

### 公交车
- 河口：3路、28路、531路、802路、1121路、1121路玉皇顶、2002路、2002路郭水路加车、2002路横山寺加车
- 河口枢纽站：815路、819路

## 车站历史
- 2012年8月21日，车站主体结构封顶[2]。
- 2017年6月7日，车站随1号线二期与12号线河口至蔡大岭站通车开通[1]。
- 2018年10月8日，车站A出入口启用[4]。
- 2020年1月1日，车站12号线站台增设的全高站台门启用[5]。